# Boston Tea Party (politieke partij)
De Boston Tea Party was een Amerikaanse politieke partij, genoemd naar een belangrijke gebeurtenis tijdens de Amerikaanse Revolutie.
De Boston Tea Party werd in 2006 opgericht door een groep ex-leden van de Libertarian Party die ontevreden waren over de koers van de partij. Volgens de oprichters van de nieuwe partij heeft de Libertarian Party tijdens haar bestaan maar weinig bereikt. Bovendien trokken de oprichters van de Boston Tea Party het libertarische gehalte van de Libertarian Party in twijfel.
De partij werd opgeheven in 2012.

## Ideologie
De Boston Tea Party streefde naar een kleine overheid en maximale individuele vrijheid. De partij was niet alleen gekant tegen de militaire aanwezigheid van de Verenigde Staten in Afghanistan en Irak, maar wilde alle Amerikaanse militairen overal ter wereld terugtrekken. De Boston Tea Party was tegenstander van de identificatieplicht, fouilleren zonder ernstige bezwaren en openbare videobewaking.
Het politieke platform van de Boston Tea Party vertoonde veel overeenkomsten met Ron Pauls Campaign for Liberty.
De Boston Tea Party was groot voorstander van een laissez faire-economie. Een aantal leden was tegen elke vorm van overheidsbemoeienis en omschreven zich als anarcho-kapitalisten, anderen waren meer klassiek liberaal.

## Presidentsverkiezingen van 2008
Presidentskandidaat voor de Boston Tea Party bij de presidentsverkiezingen van 4 november 2008 was Charles Jay en hij deed mee in de staten Florida, Tennessee en Colorado. Jays kandidaat voor het vicepresidentschap, Thomas L. Knapp, deed ook namens de Libertarian Party mee aan de verkiezingen voor het Congres van de Verenigde Staten die op dezelfde dag werden gehouden. Er deed ook een aantal alternatieve running mates mee aan de verkiezingen in enkele andere staten.
Charles Jay kreeg 2.422 stemmen en eindigde bij de presidentsverkiezingen als 15e.
Grote partijen:
Democratische Partij · Republikeinse Partij
Third party's:
America's Party · 
American Freedom Party · 
American Party · 
American Populist Party · 
American Solidarity Party · 
Black Riders Liberation Party · 
Christian Liberty Party · 
Citizens Party · 
Communist Party USA · 
Constitution Party · 
Democratic Socialists of America · 
Freedom Road Socialist Organization · 
Freedom Socialist Party · 
Groene Partij · 
Humane Party · 
Independent American Party · 
Justice Party · 
Libertarische Partij · 
Marijuana Party · 
Modern Whig Party · 
National Socialist Movement · 
New Afrikan Black Panther Party · 
New Black Panther Party · 
Objectivist Party · 
Pacifist Party · 
Party for Socialism and Liberation · 
Peace and Freedom Party · 
Pirate Party · 
Progressive Labor Party · 
Prohibition Party · 
Reform Party · 
Revolutionary Communist Party · 
Socialist Action · 
Socialist Alternative · 
Socialist Equality Party · 
Socialist Party · 
Socialist Workers Party · 
Unity Party · 
Veterans Party · 
Workers World Party ·
Working Families Party ·
World Socialist Party